# Giustino Fortunato
Pour l’article ayant un titre homophone, voir Giustino Fortunato (1777-1862).
Giustino Fortunato (né le 4 septembre 1848 à Rionero in Vulture et mort le 23 juillet 1932 à Naples) est un historien et homme politique italien des XIXe et XXe siècles.

## Biographie
Giustino Fortunato est un historien et homme politique, connu pour son engagement sur la question méridionale.
Giustino Fortunato nait à Rionero in Vulture (Basilicate) dans une famille noble et bourgeoise (sa famille ayant possédé le titre de marquis). Il est le fils de Pasquale Fortunato et de Antonia Rapolla, et par conséquent il a pour grand-oncle Giustino Fortunato senior, premier ministre du royaume des Deux-Siciles de 1849 à 1852, son grand-père Anselmo Fortunato étant le frère cadet de ce-dernier.
Giustino Fortunato a étudié au Collège des Jésuites et a ensuite étudié le droit à l'université de Naples. Après avoir obtenu son diplôme, il fonde les revues Unità Nazionale et Patria. En mai 1880, il est élu à la Chambre des députés italienne et le 4 avril 1909, Sénateur.
Giustino Fortunato, ainsi que d'autres politiciens italiens comme Pasquale Villari, Francesco Saverio Nitti, Gaetano Salvemini ont formé un groupe de penseurs socio-politique, appelé les meridionalisti (les méridionalistes), en soutenant que les politiques économiques du gouvernement central du nouvel État nouveau faisait preuve de discrimination en pénalisant les intérêts du Sud au profit de ceux du Nord. Giustino Fortunato s'impose alors comme un défenseur du Mezzogiorno,. Les maisons Fortunato à Naples, Rionero in Vulture et Gaudiano (fraction de Lavello) étaient des lieux de rencontre renommés et hospitaliers pour des intellectuels comme Benedetto Croce (qui dédia à Fortunato son ouvrage Cultura e vita morale, publié pour la première fois en 1914 par l'éditeur Laterza, en signe de profonde estime). Giustino et son frère Ernesto, l'un en tant qu'homme politique, actif bien au-delà du mandat parlementaire, l'autre en tant qu'entrepreneur, ont cultivé presque en symbiose des ambitions hégémoniques au-delà des frontières de la Basilicate pendant toute une vie.
Contrairement à de nombreux intellectuels de son temps, il perçoit immédiatement le caractère néfaste du fascisme, qu'il ne voit pas comme un renouveau de l'État libéral. Avec l'instauration du régime fasciste, Fortunato tenta de maintenir en vie son engagement « méridionaliste » et répandit ses pensées antifascistes. À cette époque, il écrivit l'essai Sur le régime fasciste (1926) et pour éviter le danger de la censure, il n'imprima que quelques exemplaires et les distribua à ses amis les plus proches.
Du point de vue historique Giustino Fortunato a été très critique de la politique de dépenses du royaume des Deux-Siciles, dont il a critiqué le fait que l'armée absorbait une bonne partie de budget de l'État et il y avait donc beaucoup moins de dépenses pour tous les autres services publics, tandis que les villes du sud manquaient d’écoles, les campagnes de rues, les plages de points d’accostage et les trafics étaient encore au dos de bête, comme pour les territoires de l'Orient, tout en soulignant que les impôts de l’État des Bourbons étaient seulement un cinquième inférieures à celles payés par les habitants du bien plus riche Piémont, qui dépensait plus pour ses citoyens.
Dans les dernières années de sa vie, il s'est éloigné de son pays natal à cause de l'incompréhension de ses concitoyens et de deux incidents témoignant l'ingratitude du peuple, comme en 1917, quand il a été poignardé par un agriculteur à Rionero, qui l'accusait d'avoir soutenu la guerre.
Giustino Fortunato est mort à Naples à l'âge de 83 ans.
En 2006, l'université télématique de Bénévent lui est dédiée. La Bibliothèque d'études méridionales (Biblioteca di Studi meridionali) « Giustino Fortunato » à Rome porte également son nom et a été fondée en 1923 avec la contribution de Fortunato lui-même. À Avellino, l'Institut Technique Commercial porte son nom, ainsi qu'à Pisticci le Liceo Classico.

## Distinctions
Commandeur de l'ordre des Saints-Maurice-et-Lazare – 13 décembre 1891.

## Publications
- Ricordi di Napoli, Treves, Milan, 1874.
- I Napoletani del 1799, G. Barbèra, Florence, 1884.
- Santa Maria di Vitalba, V. Vecchi, Trani, 1898.

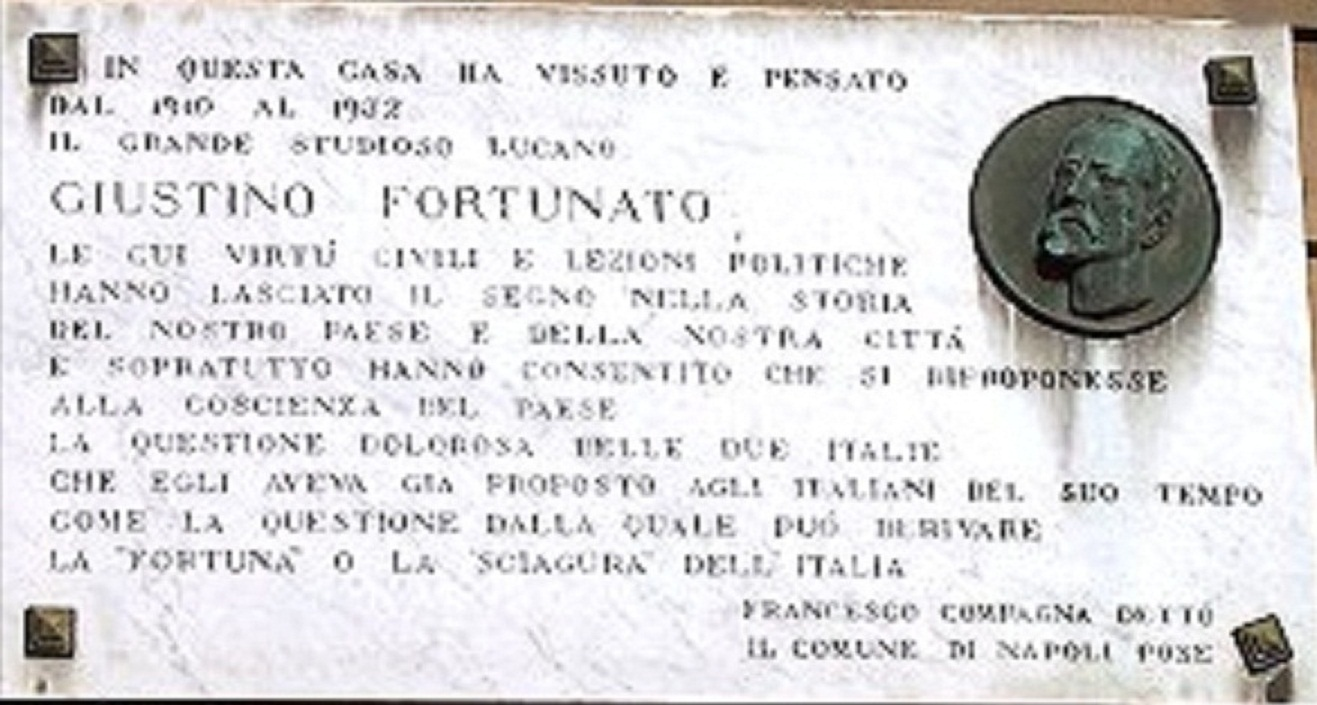
Via Vittoria Colonna, 14, Naples

- Via Vittoria Colonna, 14, NaplesRionero medievale, V. Vecchi, Trani, 1899.
- Notizie storiche della Valle di Vitalba, 6 vol., V. Vecchi, Trani,(1898 - 1904).
- Il Mezzogiorno e lo Stato italiano. Discorsi politici, 1880-1910, 2 vol., Laterza, Bari, 1911.
- Pagine e ricordi parlamentari, I, Laterza, Bari, 1920; II, A. Vallecchi, Florence, 1927.
- Riccardo da Venosa e il suo tempo, Vecchi et C., Trani, 1918.
- Rileggendo Orazio, in « Nuova Antologia », 1924.
- Nel regime fascista, 1926.
- Le strade ferrate dell'Ofanto, 1880-1897, Vallecchi, Florence, 1927.
- Carteggio tra Giustino Fortunato e Umberto Zanotti-Bianco, Collezione meridionale editrice, Rome,1972.
- Carteggio, Laterza, Rome-Bari,(1978-1981).
- Giustino Fortunato e il Senato. Carteggio, 1909-1930, Soveria Mannelli, Rubbettino, 2003.
- Giustino Fortunato e le due Italie, Potenza, Villani Libri, G. Corrado, (2021)